# 9 (album)
9 je sedmi i konačni studijski album danskog heavy metal sastava Mercyful Fate. 9 je bio sniman tijekom veljače i ožujka 1999. te ga je 15. svibnja iste godine u Europi te točno mjesec dana kasnije u Sjevernoj Americi objavila diskografska kuća Metal Blade Records. Album nastavlja žešći zvuk svog prethodnika Dead Again te također označava povratak sotonističke i okultističke tematike tekstova koji su uvelike bili prisutni tijekom prve inkarnacije sastava.

## Popis pjesama
| 1.    | »Last Rites«           | King Diamond, Hank Shermann | 4:12 |
| 2.    | »Church of Saint Anne« | Diamond, Shermann           | 4:44 |
| 3.    | »Sold My Soul«         | Diamond                     | 5:04 |
| 4.    | »House on the Hill«    | Diamond, Shermann           | 3:43 |
| 5.    | »Burn in Hell«         | Diamond                     | 3:49 |
| 6.    | »The Grave«            | Diamond, Shermann           | 4:09 |
| 7.    | »Insane«               | Diamond, Shermann           | 3:01 |
| 8.    | »Kiss the Demon«       | Diamond                     | 3:53 |
| 9.    | »Buried Alive«         | Diamond                     | 4:53 |
| 10.   | »9«                    | Diamond, Mike Wead          | 4:31 |
| 41:49 |                        |                             |      |

| 11. | »S.H.« | Diamond | 2:21 |

## Recenzije
Album je zadobio mješovite i pozitivne kritike. Steve Huey, glazbeni kritičar sa stranice AllMusic, izjavljuje: "Iako je Mike Wead vrlo dobar gitarist, telepatska interakcija koju je Shermann imao s Michaelom Dennerom sačinjavala je znatan dio [glazbene] iskre sastava i ta je energija bila glavni razlog zašto je Mercyful Fate mogao izaći na kraj s ostankom na svojem isprobanom i prihvaćenom stilu nakon što je najavio svoj povratak 1993. No sada je počeo zvučati monotono, u suštini ponavlja jedno te iste ideje koje je obrađivao godinama (tekstovi Kinga Diamonda gotovo su došli do carstva osobne parodije). Unatoč naporima albuma "9" da minimalizira zvuk sastava te da obnovi nešto snage koja je bila žrtvovana za dotjeraniji aranžman, melodije i rifovi uglavnom jednostavno nisu u svojem uobičajenom standardu te zvuče više šegrtovski nego što bi se moglo očekivati. Kao sa svakim albumom Mercyful Fatea, uvijek postoje dobri trenutci, no u cijelosti se počinje činiti kako je sastav postojao malo predugo."

## Zasluge
| Mercyful Fate - King Diamond – vokali - Hank Shermann – gitara - Mike Wead – gitara - Sharlee D'Angelo – bas-gitara - Bjarne T. Holme – bubnjevi Dodatni glazbenici - Kol Marshall – klavijature (na skladbi "9"), produkcija, miksanje, inženjer zvuka | Ostalo osoblje - Thomas Holm – naslovnica - Alex Solca – fotografija - Vince Rossi – inženjer zvuka - Brian Ames – dizajn |